# Apostolidi
Apostolidi (del ruso: Апостолиди) es un jútor del raión de Tajtamukái en la república de Adiguesia de Rusia. Está situado en las márgenes del río Sups, 4 km al suroeste de Tajtamukái y 96 km al noroeste de Maikop, la capital de la república. Tenía 75 habitantes en 2010
Pertenece al municipio de Tajtamukái.